# Bigymnaspis bilobis
Bigymnaspis bilobis är en insektsart som först beskrevs av Green och Robert Malcolm Laing 1923.  Bigymnaspis bilobis ingår i släktet Bigymnaspis och familjen pansarsköldlöss.
Artens utbredningsområde är Tanzania. Inga underarter finns listade i Catalogue of Life.